# Wegnummering in Spanje

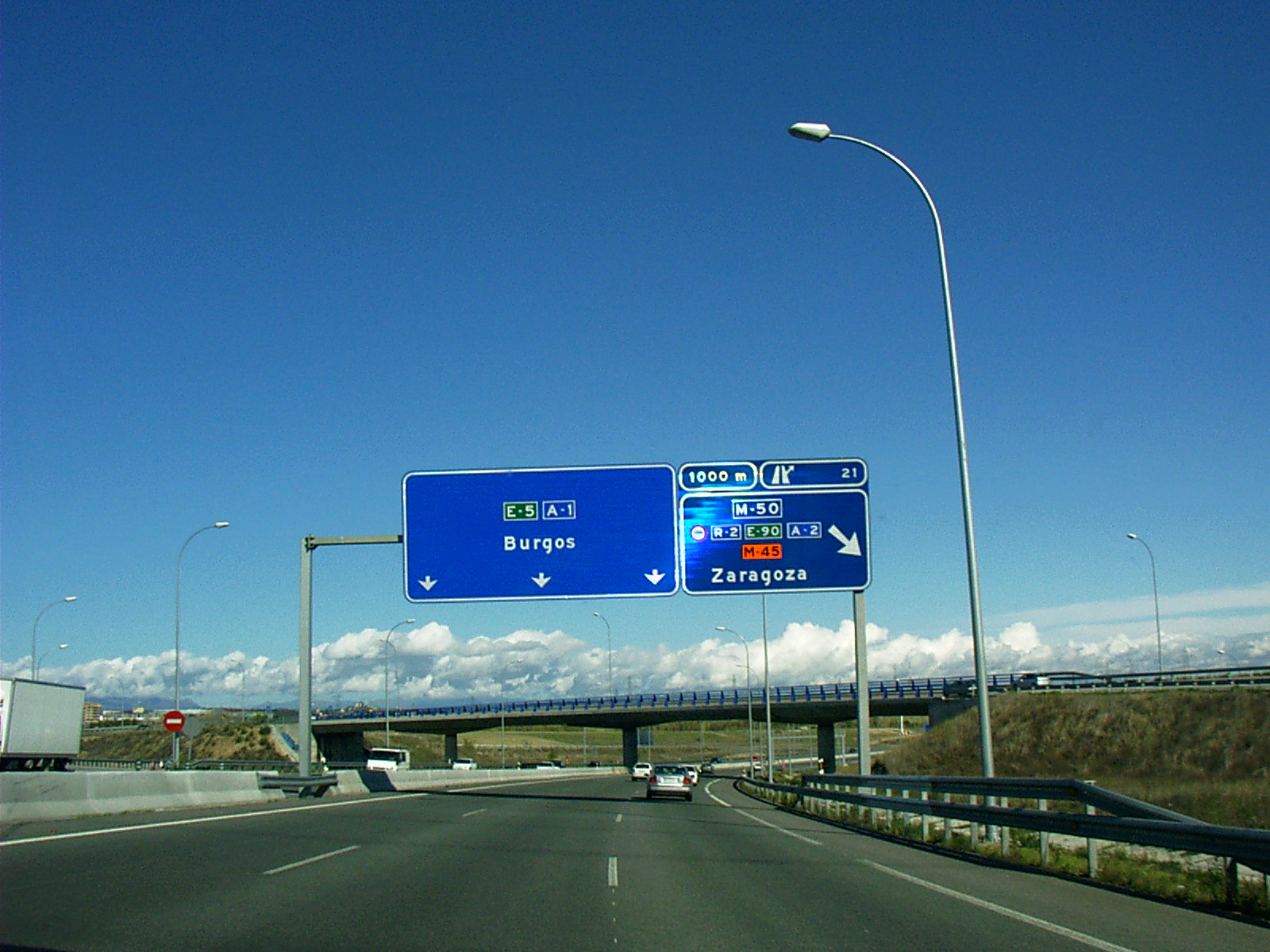
Voorbeeld van Spaanse bewegwijzering met verschillende soorten wegnummers

Voor de wegnummering in Spanje wordt sinds 2004 de volgende indeling gehanteerd:
- A-wegen: nationale autowegen (autovías), zonder tol. Deze hebben een blauw wegnummerschild.
- AP-wegen: nationale autosnelwegen (autopistas), met tol. Deze hebben een blauw wegnummerschild.
- N-wegen: nationale verbindingswegen). Deze hebben een rood wegnummerschild.
- E-wegen: Europese routes, secundaire wegnummers die zowel over autosnelwegen als over niet-autosnelwegen lopen. Deze hebben een groen wegnummerschild.

Deze wegen zijn centraal genummerd en dragen dus over het gehele traject hetzelfde nummer, ongeacht door welke autonome regio of provincie de weg loopt. Het nummer is dus niet gebonden aan een regio of provincie.
Dan zijn er de regionale wegen, dit zijn wegen die de afkorting van de betreffende regio dragen. Bijvoorbeeld de C van Catalunya, de M van Madrid, EX van Extremadura enz.
Als laatste zijn er de provinciale wegen. Elke provincie binnen een regio mag zelf de afkorting van het wegnummer bepalen. Dit zijn altijd één of twee letters, bijvoorbeeld de P van Palencia, SE van Sevilla etc. Zie Provincies van Spanje voor een volledige lijst. Komt er achter de eerste letter een tweede of achter de tweede letter een derde (bijvoorbeeld de V of P), dan betekent dit dat de betreffende weg slechts van plaatselijk belang is en geen verdere betekenis heeft.
Een autopista of een autovía die niet van nationaal belang is, heeft een nummer van een regio, soms zelfs van een provincie. Het is dus niet zo dat elke Autopista met AP en elke Autovía met A begint.

## Afkortingen van de wegen per autonome regio
- A   Andalusië
- A   Aragón
- AS   Asturië
- C   Catalonië
- CA   Cantabrië

- CL   Castilië en León
- CM   Castilië-La Mancha
- CV   Regio Valencia
- EX Extremadura

- LR La Rioja
- M Madrid
- MU Murcia
- NA Navarra

De Comunidades die geen eigen afkorting hanteren zijn Galicië, Baskenland, Balearen en Canarische Eilanden.